# John Davis (politiker)
John Davis, född 13 januari 1787 i Northborough, Massachusetts, död 19 april 1854 i Worcester, Massachusetts, var en amerikansk politiker (whig).
Han utexaminerades 1812 från Yale College och studerade sedan juridik. Han inledde 1815 sin karriär som advokat i Worcester.
Davis var ledamot av USA:s representanthus 1825-1834 och guvernör i Massachusetts 1834-1835 samt 1841-1843. Han representerade Massachusetts i USA:s senat 1835-1841 och 1845-1853.
Hans grav finns på Rural Cemetery i Worcester, Massachusetts.